# Deus Ex: Human Revolution
A Deus Ex: Human Revolution (korábban Deus Ex 3) egy neo-noir képi világú akció-szerepjáték, melyet az Eidos Montreal fejlesztett és a Square Enix adott ki. 2011 augusztusában jelent meg, mint a nagy sikerű Deus Ex harmadik installációja, egyben annak előzménytörténete. A játék megjelent Mac OS X-re is.
A történet 2027-ben játszódik, 25 évvel az eredeti epizód cselekményei előtt, amikor a multinacionális nagyvállalatok legalább akkora befolyással rendelkező tényezők, mint az országok. A játék főhőse Adam Jensen, egy exrendőr, aki a Sarif Industries cégnél helyezkedik el biztonsági emberként. Ez a cég az akkoriban feltörekvő és sok morális-etikai kérdést felvető biotechnológia élharcosa. Miután a cég egyik laborját támadás éri, Jensen is halálos sérüléseket szenved el, de hogy megmentsék az életét, mechanikus augmentációkkal látják el a testét. Pár hónappal később, teljesen felépülve a cég vezetője, David Sarif arra kéri, hogy szabadítsa fel detroiti gyárát a terroristák támadása alól. Miközben küldetésén van, azon dolgozik, hogy megtalálja a korábbi támadáskor eltűnt tudósokat, köztük egykori barátnőjét, Megan Reed-et. Ahogy az események haladnak előre, úgy keveredik bele egy világméretű összeesküvésbe.
A játék olyan kényes témákat feszeget, mint a globalizáció, kémkedés, az emberiség túlélése, valamint annak etikai vonatkozásai, hogy szabad-e az embereket és a mechanikus alkatrészeket ötvözni, bármilyen cél érdekében.
A Deus Ex: Human Revolution összességében jó kritikákat kapott, az első rész méltó folytatásának tekinthető.

## Játékmenet
A játék fejlesztői úgy határozták meg a játékot, mint ami négy pillérre épül: harc, lopakodás, hackelés, és párbeszédek. Ez a négy elem nemcsak külön-külön bukkanhat fel, de kombinálva is, esetleg az egyik átfolyhat a másikba. Például: elhibázott hackelés esetén megszólal a riasztó, és ekkor támadásba kell lendülnünk az ellenségekkel szemben – vagy ha egy lezárt helyre egyébként csak besettenkedve tudnánk eljutni, a megfelelő emberrel beszélve esetleg bejutást nyerhetünk békésen is.
Időnként a főküldetésen belefutunk bizonyos morális döntéshelyzetekbe, amiket ha megfelelően kezelünk, az később kisebb-nagyobb előnyöket ad. Például, az első küldetésben, ha sikeresen tárgyalunk Zeke Sandersel és elengedjük, akkor a következő küldetés előtt találkára hív minket, ahol átadja annak a helynek a biztonsági kódjait, és számítógép jelszavait, ahova betörni készülünk.
A Deus Ex-sorozat védjegyének számított az augmentációs technológia, azaz olyan különleges, az emberi testbe beépülő szerkezetek, amelyek emberfeletti képességeket képesek adni. Míg az első két részben a nanotechnológia volt ezeknek az alapja, addig ebben az epizódban, köszönhetően az időrendi elsőségnek, még egy kezdetlegesebb, mechanikus augmentációs korszaknak lehetünk szemtanúi. Ezen képességek eléréséhez vagy továbbfejlesztéséhez praxiskészleteket kell szereznünk vagy vásárolnunk – szintlépéskor pedig automatikusan kapunk egyet.
A játék sajátossága, hogy egyáltalán nem kötelező benne gyilkolni, kivéve az időnként felbukkanó főellenségeket. Ezért a halállal járó akció kizárólag a játékoson múlik. Nemcsak az számít gyilkolásnak, ha mi ölünk: a közvetett módon, gépágyúk átprogramozásával, esetleg elektromos áramba taszítással elért eredmény is annak számít. A játék jutalommal honorálja a nem erőszakos játékosokat. A különféle augmentációkat is kifejleszthetjük olyan irányban, hogy azok a békés megoldásokat segítsék. Újdonságként megjelent a közelharc is, mely bioenergiát igényel, ennek során az áldozatokat le is lehet ütni (azzal a kockázattal, hogy járőröző társaik esetleg felkeltik őket), de akár látványos mozdulatokkal meg is lehet őket ölni.
A Deus Ex: Invisible War-ral szemben, ahol univerzális lőszer volt, itt minden fegyverhez más-más tartozik. Emellett az első részhez hasonlóan különféle fejlesztésekkel maguk a fegyverek is erősíthetőek. Eltérés az eddigi részektől, hogy az életerőnk fedezékben regenerálódik, ezzel a korábbi részek medkitjei és elfogyasztható élelmiszerei is eltűntek. Emellett a bioenergia rendszere is részlegesen megújulóvá vált: egy bizonyos szintig újratöltődik, de azon felül már a játékosnak kell róla gondoskodnia.
A korábbi részek térképei megmaradtak ugyan, azonban kiegészültek egy (opcionálisan kikapcsolható) képességgel, mely első személyű nézetben mutatja a küldetésünk célját.

## Alaptörténet
|  | Alább a cselekmény részletei következnek! |

A történet főhőse, Adam Jensen, épp arra készül, hogy exbarátnőjét, a Sarif Industries tehetséges tudósnőjét, Megan Reed-et elkísérje Washingtonba, ahol egy forradalmi újítást szeretne bemutatni, mely az augmentációs technológia terén igazi előrelépés lehet. Azonban mielőtt elindulhatnának, a Tyrants nevű zsoldoscsapat támadja meg a laboratóriumot. Vezetőjük, Jaron Namir segítségével Reed-et és néhány másik tudóst megölnek, a védelmükre kelő Jensent pedig Namir fejbelövi. Mivel sérülései gyakorlatilag halálosak, a Sarif Industries vezetője, David Sarif úgy dönt, hogy a legmodernebb mechanikus augmentációk segítségével újjáépíti a férfit, hogy megmentse az életét.
Hat hónappal később Adam Jensen ismét munkába áll, félig-meddig kiborgként. David Sarifnek szüksége van rá, mint a cég biztonsági emberére, mert a Purity First nevű terroristacsoport, akik az augmentáció ellen vannak, elfoglalták a Sarif Industries detroiti gyárát. Mögöttük állítólag William Taggart áll, a Humanity Front vezetője, egy befolyásos üzletember, aki szintén az augmentációellenesség élharcosa. Jensen behatol az üzembe, ahol egy augmentált hackert talál, aki azonban öngyilkos lesz. Mivel furcsának találják, hogy egy ilyen ember legyen pont ennél a szervezetnél, utánajárnak, kinek lopta ki az üzemből az adatokat. A jelek egy közeli üzembe vezetnek, amely valójában nem más, mint a FEMA földalatti komplexuma, ahonnét a Tyrant zsoldosok szerzik a fegyvereiket. Jensennek össze kell csapnia Barrettel, Namir egyik emberével, akinek legyőzése után megtudja tőle úticélját: Kínában, Hengsha szigeten felépült metropoliszában válaszokat kaphat.
Adam és pilótája, Malik, ott végül megtalálják Arie van Bruggent, az embert, aki a titokzatos hacker mögött állt. Az illetőre azonban a Tai Yong Medical nevű cég vérdíjat tűzött ki, ezért az illetőt a befolyásos maffiacsoport, a Tong bújtatja. Mikor rátalál, az azt mondja, hogy talán a Tai Yong-nál megtalálja az információt, amit keres. Adam Jensen be is hatol a komplexumba, és végül megdöbbentő titokra derít fényt: Megant és a többi tudóst nem ölték meg, csak elrabolták, noha a lekövetésükhöz használható G-P-L chip használhatatlanná vált. Az is nyilvánvalóvá válik, hogy Eliza Cassan, a Picus TV bájos bemondója valamiképp kapcsolódik az eseményekhez, mert a társaság segített blokkolni a jeladókat. Jensen az épületben összetalálkozik a főnökkel, Zhao Yun Ru-val, aki először ijedtében egy titkos szervezetről beszél, aki mindannyiuknál hatalmasabb, és a háttérben áll. Majd a pánikszobába menekülve riasztja az őrséget, akiken Jensen csak nehezen tudja átküzdeni magát. Ekkor veszi először észre, hogy gondjai vannak a testébe épített biocsippel, de nemcsak nála, hanem az összes használónál felbukkannak működési zavarok.
A következő állomás Montréal, ahol is Eliza Cassan-t kellene megtalálni. A televízió épülete meglepetésre üres, de kisvártatva katonák bukkannak fel. Jensen egészen az épületkomplexum legaljáig hatol, ahol megtalálja a vele szimpatizáló Elizát. Ő azonban nem más, mint egy kezdetleges mesterséges intelligencia, akit a Zhao mögött álló társaság hozott létre, hogy monitorozza a híreket. Miután legyőzött még egy zsoldosvezért, Eliza azt is elmondja Jensennek, hogy a főnöke, David Sarif egy ismert augmentációellenes politikussal, Isaias Sandovallal tárgyal. Mikor visszamegy Detroitba, a városban már zavargások törtek ki. Sarif kénytelen elmondani Adamnek, hogy ismeretei szerint az Illuminati áll a dolgok mögött. Nekilát megkeresni Sandovalt, aki végül bevallja neki, hogy a nyomkövetőt nem lehetett kikapcsolni, csak alacsonyabb frekvenciára lettek állítva, ezzel pedig Megan Reed és a többiek talán megtalálhatók.
Mivel az egyik jelző Hengshába vezet, úgy vélik, ott lesz Vaszilij Sevcsenko. Egy rajtaütésben azonban Malikot megölik, Jensen pedig rájön, hogy Sevcsenko is halott, csak a mechanikus augmentációt tartalmazó karját átültették másba – a Tong klán főnökébe. Az a fia (Tracer Tong) megmentését, és egy helyi rendfenntartó csoporttal, a Belltowerrel való leszámolást kéri a segítségért cserébe. Mikor ez megtörténik, Jensen egy speciális kabinban hajóra száll, hogy a céljához érkezzen. Néhány nappal később Szingapúrban ébred, egy kutatóbázison. Ott megtalálja az elveszett kutatókat, és rájön, hogy mit tervezett az Illuminati: a kutatókkal egy új chip előállításán munkálkodtak, míg a régieket különféle jelekkel összezavarták, hogy le kelljen cserélni őket az újakra, amelyekkel az emberek irányíthatókká válhatnának. A labor mélyén Jensen ismét belefut Zhaoba, valamint Namirba, akivel végeznie kell. Végül megtalálja Megan Reed-et is, aki felfedi előtte, hogy a nagy felfedezése, amire az Illuminatinak is fájt a foga, az a nanoaugmentáció első lépése: a beépülő alkatrészek és a test tökéletes egybeolvadása. Ehhez azonban a választ Jensen DNS-éből nyerte ki, mert azon gyerekkorában, tudtán kívül kísérleteket végeztek. Közben azonban Hugh Darrow, az augmentáció atyja úgy dönt, hogy meghiúsítja az Illuminati terveit, Pancheán, a globális felmelegedés ellen épített egyik komplexumában éppen beszédet tart, amikor elszánja magát: a chipeket kikapcsoló jelet egy másikra cseréli, melynek hatására az augmentációt használó emberek jelentős része megőrül.
Megan és a többiek elmenekülnek, Jensen azonban egy rakétával Pancheára tart. Ott kérdőre vonja Darrow-t, aki azt feleli, mindezt azért tette, hogy az embereken ne lehessen senkinek sem uralkodnia. Azt kéri Jensentől, hogy fedje fel az igazságot, és így tiltsák be az általa felfedezett technológiát. Azonban a bázison ott van még két másik kulcsfigura is: Sarif azt kéri, hogy az eseményeket fogja rá a Humanity Front-ra, és ezzel a technológia fejlesztése továbbra is zavartalan lesz. Ezzel szemben Taggart azt kéri, hitesse el az emberekkel, hogy a kilökődésgátló gyógyszerek voltak a hibások, s ezzel a technológia megmaradna, de szigorúan korlátozva.
A komplexum szívében Jensen szembesül a Hyron Project-tel, egy emberek és számítógépek ötvözetből létrehozott szuperkomputerrel, amelyet Zhao arra akar használni, hogy beteljesítse az Illuminati céljait. Jensen azonban megöli őt és tönkreteszi a gépet is. A vezérlőterembe lépve pedig Eliza veszi fel vele a kapcsolatot, aki segít neki bármelyik befejezés elérésében, illetve alternatívaként az egész bázist a levegőbe repítheti, mindenki halálát okozva ezzel, de legalább mindenre a feledés homálya merülne.
A stáblista végén egy titkos befejezés is látható, mely előrevetíti az első Deus Ex eseményeit. Bob Page és Morgan Everett alkalmazásukba veszik Megan Reed-et, először, hogy a Hyron Project romjaiból létrehozzák a Morpheus mesterséges intelligenciát (s végül Daedalus-t), másrészt hogy megalkossák a nanovírus kimérát, mely később Szürke Halál néven lesz ismeretes.

## Mellékküldetések
A Deus Exek hasonlóságát az RPG-kel a mellékküldetések rendszere is mutatja. Általában 2-3 lelhető fel pályánként. Ezek általában a főküldetés során scriptekként aktiválódnak (pl.: a második látogatás Hengshában tett látogatáskor), vagy különböző, pályaszerte elszórt NPC-k adják. Egy ilyen küldetés állhat több fázisból (pl.: Clock and Daggers), vagy egyetlenegy feladatból (a Hyron projectről szóló információcsip visszaszerzése) is. Általában a szokásos hozd el ezt/intézd el őt típusú mellékküldetések vannak, de néha-néha bejön egy-egy nyomozós küldetés is (pl.: Amikor bizonyítékokat kellett keresnünk Malik volt barátnőjének gyilkosa ellen). Ezeket érdemes megcsinálni, ugyanis a feladatok teljesítése közben nem csak egy csomó tárgyra és pénzre tehetünk szert, hanem a küldetések alatt, és azoknak jutalmaképpen is szerezhetünk egy-egy potya praxispontot.
Néha ezeknek a mellékküldetéseknek vannak speciális feltételei, pl.: Csak leütni szabad a célpontot, nem szabad megölni senkit, vagy észrevétlenül kell teljesíteni az adott missziót.

### The Missing Link DLC
Egy extra letölthető tartalom választ ad arra, mi történik Adam Jensen Szingapúr felé tartó hajóútján. Útközben Belltower emberei elrabolják, és egy ismeretlen bázison köt ki, ahol a Hyron Project-hez tartanak fogságban embereket. A kiegészítőben újabb utalást találhatunk a Deus Ex-re, hiszen itt dolgozik, ekkor még az Illuminatinak Gary Savage.

### Director's Cut
2012-ben megjelent a játék speciális változata, mely egységes történetbe ágyazva, egyben tartalmazta az alapjátékot és a DLC-t. Emellett számos apró módosítást végeztek, a legfontosabb talán mind közül, hogy az időnként felbukkanó főellenségek megölésére minden esetben készült alternatív megoldás, melyet főként azok fogadtak örömmel, akik a harci képességekben kevésbé jártas karaktert fejlesztettek.

## Fejlesztés
A Deus Ex: Human Revolution fejlesztését, még mint Deus Ex 3-at, 2007. május 17-én jelentette be Patrick Melchior, az Eidos France igazgatója a francia-kanadai tévéshowban, az M. Netben. Az első teaser trailer 2007. november 26-án jelent meg és körülbelül egy évvel később a PC Zone Magazin mutatta be elsőnek részletesen a játék mechanikáját és a beállításait és az első igazi artworköket és screenshotokat. Számos tervezési döntéseket említettek meg, elsősorban az egészségügyi csomagokról a regeneráló rendszerre váltást.
2009 novemberében bejelentették, hogy a Square Enix jelenteti meg a játékot. A CGI-jeleneteket a japán Visual Works készítette a kanadai Goldtooth Creative irányításával. Az eredményét ennek a nemzetközi partnerségnek a 2010-es Game Developers Conference-n bemutatott teaser előzetesben látható (itt változott meg a játék alcíme Human Revolutionná és itt tolták ki a megjelenési határidőt 2011 elejére), ami egy három perces trailerré bővült a 2010-es E3-on. Itt volt a második nagy betekintés a játékba, amit most a PC Games UK mutatott be, amellyel együtt motor-renderelt screenshotokat és gameplay részleteket is bemutatott.

## Fordítás
Ez a szócikk részben vagy egészben  a   Deus Ex: Human Revolution című angol Wikipédia-szócikk ezen változatának fordításán alapul.  Az eredeti cikk szerkesztőit annak laptörténete sorolja fel. Ez a jelzés csupán a megfogalmazás eredetét és a szerzői jogokat jelzi, nem szolgál a cikkben szereplő információk forrásmegjelöléseként.